# جيري لين
جيري لين (بالإنجليزية: Jerry Lyne)‏ هو مدرب كرة سلة أمريكي، ولد في 1933.

## روابط خارجية
- جيري لين على موقع كلية كرة السلة في سبورتس رفرنس.كوم (الإنجليزية)
- جيري لين على موقع كلية كرة السلة في سبورتس رفرنس.كوم (الإنجليزية)